# Lophopanilla obscurissima
Lophopanilla obscurissima är en fjärilsart som beskrevs av Holland 1894. Lophopanilla obscurissima ingår i släktet Lophopanilla och familjen nattflyn. Inga underarter finns listade i Catalogue of Life.